# Pavel Skála ze Zhoře
Pavel Skála ze Zhoře (asi 1583 Praha – po 1640 Freiberg) byl český exulantský spisovatel a historik. Závěrečná pasáž jeho rukopisného díla Historie církevní je jedním z hlavních pramenů k dějinám českého stavovského povstání.

## Životopis
Pocházel z rodiny pražského nobilitovaného měšťana Adama Skály ze Zhoře (* 1556 v Písku), registrátora desk zemských. Studoval na některé z městských škol, později na univerzitách v Praze a do roku 1601 nebo 1602 ve Wittenbergu. Poté cestoval po Evropě. Na jaře 1604 získal měšťanské právo v Žatci, kde se oženil s Annou Hošťálkovou z Javořice, sestřenicí v roce 1621 popraveného stavovského direktora Maxmiliána Hošťálka. Anna byla vdova po univerzitním mistru Janu Plevkovi, rektorovi žatecké školy. Se Skálou měla dvě děti, Vratislava a Helenu. 

Žatec v roce 1602 na vedutě Jana Willenberga

 Skála se sňatkem dostal mezi místní elitu. Když se Hošťálek v roce 1610 stal žateckým primátorem, zařídil, že byl Skála zvolen jedním z 12 konšelů. V městské radě působil Skála až do května 1618. V radě měl postupně na starosti tři oblasti: bezpečnost ve městě, výběr dávek z poddanských vesnic a právní zastupování nezletilých sirotků. Na jaře roku 1618 se odstěhoval do Prahy. Není jisté, zda působil jako úředník Direktoria, nepochybně však působil v kanceláři Fridricha Falckého. Po porážce stavovského povstání odešel do emigrace. Cestoval po Německu, od roku 1623 se jeho domovem stal saský Freiberg. 

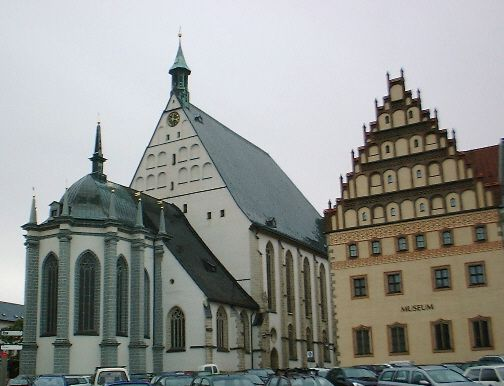
Dóm Panny Marie a městské muzeum ve Freibergu

 Někdy v té době za ním ze Žatce přišla manželka i obě děti. Ekonomické základy života v emigraci umožnil Skálově rodině fakt, že jeho manželka mohla i ze Saska disponovat se svým žateckým majetkem, který pronajímala a postupně prodávala. Napomohlo k tomu, že pobělohorským žateckým primátorem byl Annin švagr Bohuslav Strial z Pomnouše. Přesnou dobu Skálova úmrtí ve Freibergu neznáme, stalo se tak zřejmě roku 1640 nebo krátce nato.

## Dílo
S prací na Historii církevní, svém jediném díle, začal Skála v roce 1626 v Lübecku. Jeho záměrem bylo sepsat dějiny křesťanství od počátku do současnosti. Rukopis díla obsahuje deset svazků, poslední dovedl do roku 1623. Celkem obsahuje rukopis 16 000 stran. Z tohoto důvodu Skálova práce nebyla nikdy vydána celá. Na dějiny nahlíží Skála jako na výsledek boje pravé, tedy reformované církve, s Antikristem, kterého ztělesňuje katolická církev v čele s papežem. Proto je těžiště práce věnováno zejména dějinám reformace, když období 1516–1619 zahrnuje osm svazků. Pro starší období je Skálova Historie kompilací ze starších pramenů včetně děl Danta Alighieriho či Petrarky, znal i učení středověkých heretiků včetně Johna Wycliffa. Pro období od počátku 17. století používal velké množství písemných pramenů, tisků i rukopisů nejrůznější provenience, zčásti dnes již ztracených. Je pravděpodobné, že vycházel i ze svých vlastních záznamů. Na své prameny zpravidla odkazoval v marginálních poznámkách.
Pro české dějiny jsou nejdůležitější pasáže, věnované Českému stavovskému povstání a počátku třicetileté války, tedy období, které znal Skála z autopsie. Proto se novodobí editoři, Eduard Petrů a Josef Janáček, zaměřili především na toto období.
Skálovo dílo bylo dlouho neznámé. Asi v roce 1679 je objevil a získal Tomáš Pešina z Čechorodu ve Slezsku v knihovně Čeňka z Lipé. Po Pešinově smrti koupil jeho pozůstalost arcibiskup Jan Bedřich z Valdštejna, který ji uložil v rodinné knihovně v Duchcově. Zde Skálův rukopis našel roku 1825 František Palacký, který z něj otiskl dvě krátké ukázky. Za dalších 40 let začal s vydáváním dosud nejrozsáhlejší edice Karel Tieftrunk.

### Edice díla
- Palacký, František (ed.), Charakteristiky od Pavla Skály ze Zhoře, Časopis Českého musea 5, 1831, s. 408-420.
- Palacký, František (ed.), Obležení Malty od Turků roku 1585 od Pavla Skály ze Zhoře, Časopis Českého muzea 8, 1834, s. 257-267.
- Tieftrunk, Karel (ed.), Pavla Skály ze Zhoře Historie česká od r. 1602 do r. 1623, sv. 1-5, Praha 1865–1870.
- Petrů, Eduard, Polišenský, Josef (eds.), Historie o válce české 1618–1620. Výbor z historického spisování Ondřeje z Habernfeldu a Pavla Skály ze Zhoře, Státní nakladatelství krásné literatury a umění, Praha 1964.
- Janáček, Josef (ed.), Pavel Skála ze Zhoře: Historie česká, Svoboda, Praha 1984.